# Paseo del Postiguet
El paseo de Gómiz, más conocido como paseo del Postiguet, es un paseo marítimo de la ciudad española de Alicante. Se extiende frente a la playa del Postiguet, desde la Puerta del Mar hasta la estación de La Marina, y discurre en paralelo a las vías de antigua línea 4L del tranvía, la avenida Juan Bautista Lafora y la calle Jovellanos. Debe su nombre a Manuel Gómiz Orts, alcalde de Alicante desde 1890 a 1893, pues fue durante su mandato cuando se empezó a construir el paseo.

## Descripción
El paseo dispone de un jardín con una larga fila de palmeras (que se suman a las que ya se encuentran en la playa) y una serie de bancos para sentarse frente al mar. En la parte más cercana a la Puerta del Mar, se sitúan dos terrazas muy turísticas; justo detrás de la segunda, está la parada del tranvía de Puerta del Mar, ahora en desuso.  Desde este punto y durante varios metros, el paseo discurre en paralelo a un aparcamiento de vehículos al aire libre. A continuación, se encuentra un pequeño edificio que alberga el puesto de emergencia de la playa y, junto a él, la escultura urbana Despertar, de la artista Margot González Orta. Después, comienza la rampa que da acceso a la pasarela del Postiguet, que salva el desnivel entre la playa y el barrio del Raval Roig, en las faldas del monte Benacantil. El paseo se prolonga hasta el tramo final de la playa y termina formando una pequeña rotonda peatonal detrás de la estación de La Marina del tranvía.

### Pavimento

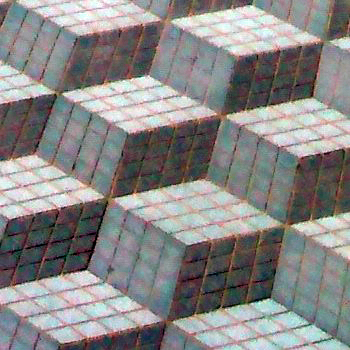
Detalle del pavimento

El suelo del paseo está formado por adoquines con diferentes tonos de azul turquesa que, colocados de tres en tres, forman un mosaico de figuras hexagonales. El tabloide británico The Daily Mail recogía en 2011 las quejas de algunos turistas que decían sentir mareos tras fijar la vista sobre este pavimento mientras caminaban ebrios.